# Paralastor albifrons
Paralastor albifrons är en stekelart som först beskrevs av Fabricius 1775.  Paralastor albifrons ingår i släktet Paralastor och familjen Eumenidae. Inga underarter finns listade i Catalogue of Life.